# Aito M5
Aito M5 – hybrydowy i elektryczny samochód osobowy typu SUV klasy średniej produkowany pod chińską marką Aito od 2022 roku.

## Historia i opis modelu

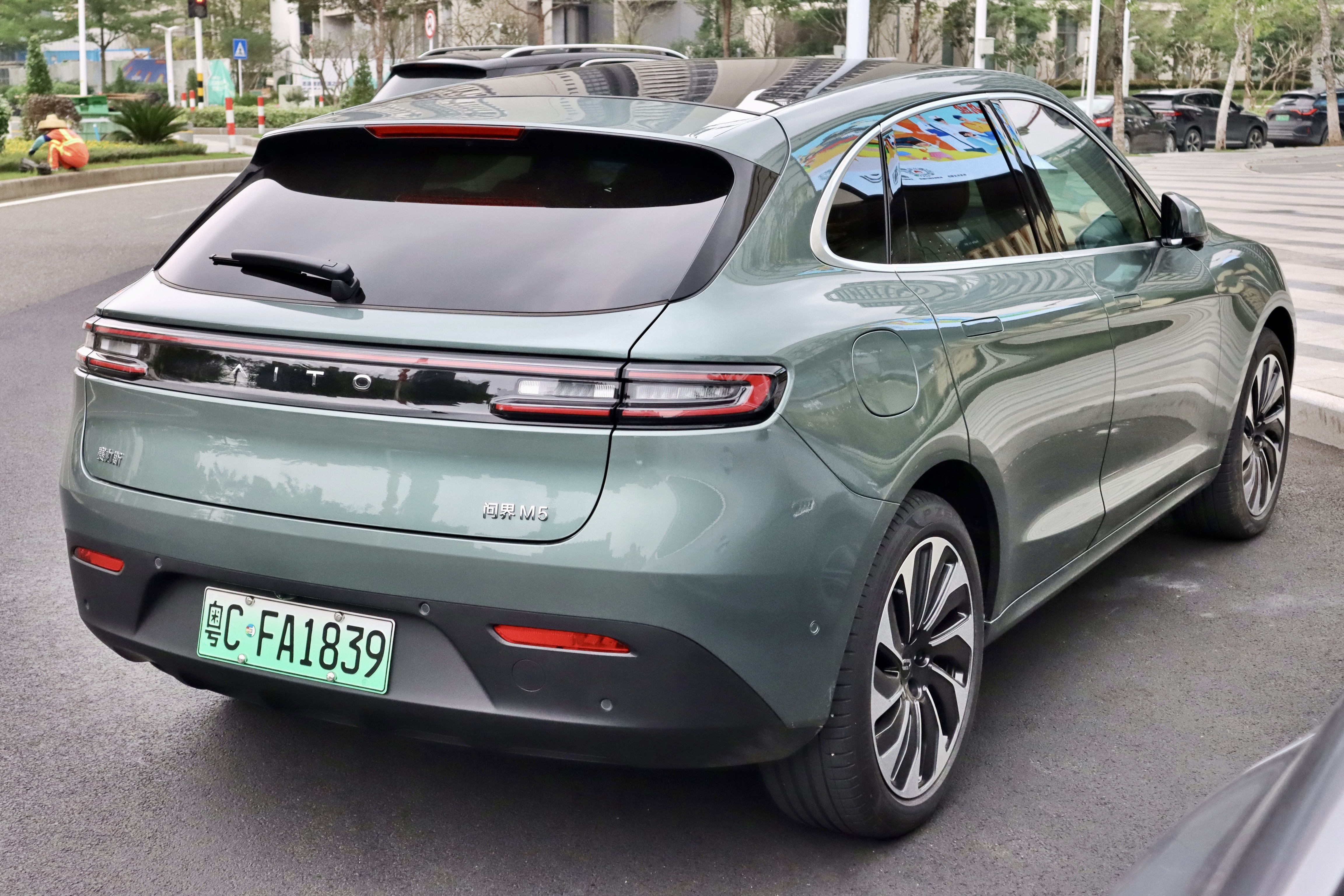
Aito M5 - tył

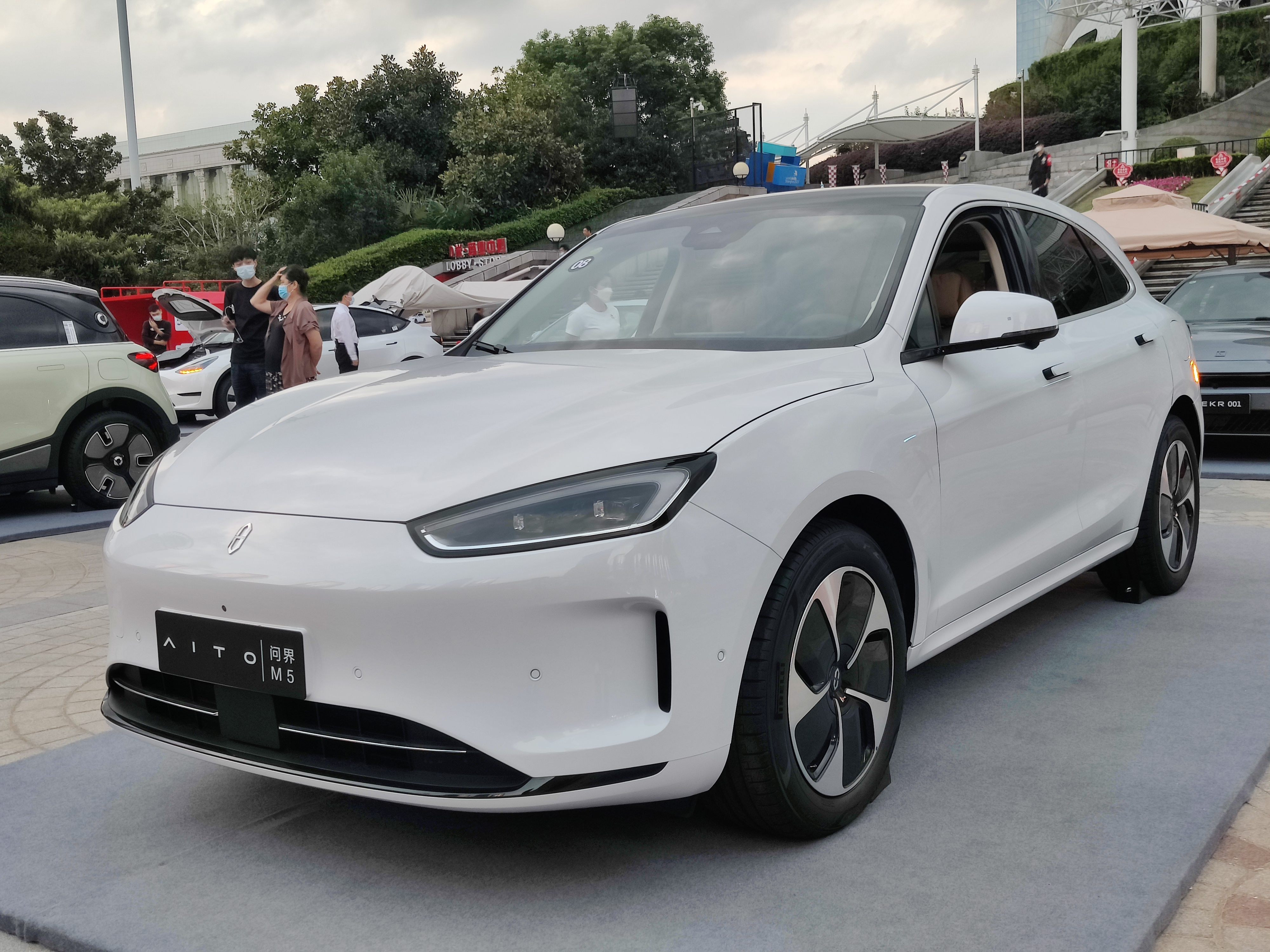
Aito M5 EV

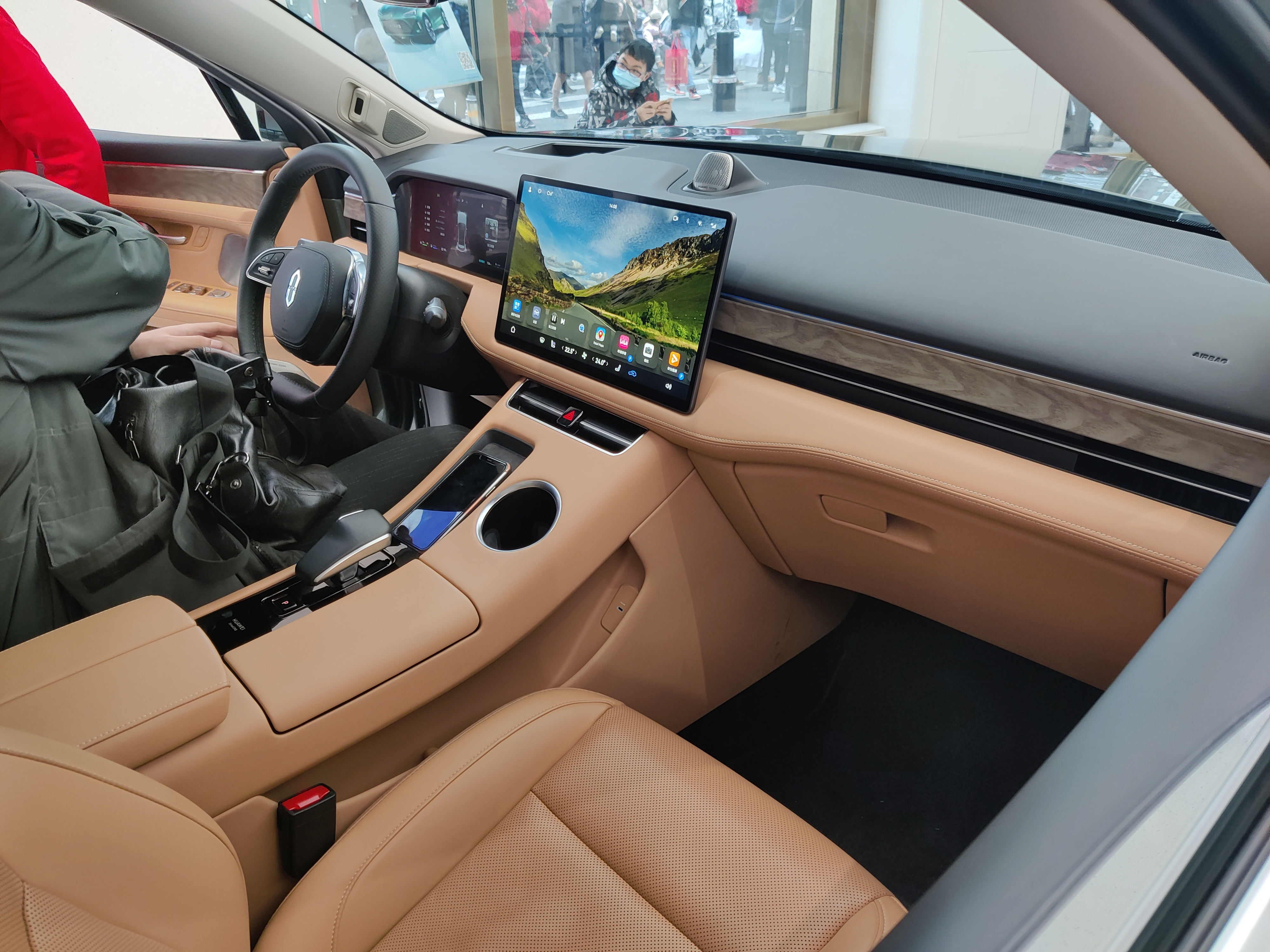
Aito M5 - kokpit

Aito M5 zadebiutowało w ostatnich dniach grudnia 2021 roku, podczas inauguracji powstania nowej firmy samochodowej Aito Auto będącej rezultatem współpracy między chińskim koncernem Sokon Group, a gigantem branży technologicznej Huawei. Samochód nie jest całkowicie nową konstrukcją, lecz bliźniaczą konstrukcją względem innego hybrydowego SUV-a z technologią Huawe - modelu Seres SF5. W stosunku do niego Aito M5 dzieli sylwetkę i proporcje nadwozia, kształt linii szyb czy maski. Charakterystyczną cechą stał się duży przedni wlot powietrza w kształcie trapezu, a także pas świetlny dominujący tylną część nadwozia.
Kabina pasażerska M5 otrzymała inny niż w bliźniaczym Seresie projekt deski rozdzielczej, która utrzymana została w minimalistycznym, prostym wzornictwie. Fotele i kokpit wykończono skórą nappa, a kokpit utworzyło 128-kolorowe oświetlenie ambientowe. Konsola centralna została zdominowana przez duży, 16-calowy dotykowy ekran obsługujący system multimedialny HarmonyOS nowej generacji, który zapewnia natychmiastową synchronizację ze smartfonami Huawei. Chińska firma technologiczna dostarczyła także 19-głośnikowy, 1000-watowy system nagłośnieniowy, który ma współgrać z ponadprzeciętną izolacją, która producent porównuje do tej obecnej w bibliotece.

### M5 EV
We wrześniu 2022 zadebiutowała odmiana w pełni elektryczna Aito M5 EV, która wyróżniła się inną stylizacją pasa przedniego pozbawioną osłony chłodnicy. Samochód zaoferowano w dwóch wariantach, z czego podstawowy napędzany jest jednym silnikiem o mocy 268 KM  i baterią 80 kWh od firmy CATL, która pozwala przejechać na jednym ładownaiu ok. 620 kilometrów. według chińskiej procedury pomiarowej. Topowa odmiana napędzana jest dwoma silnikami o łącznej mocy 489 KM, z baterią 80 kWh osiągając zasięg 552 kilometrów na jednym ładowaniu.

### Sprzedaż
Aito M5 opracowane zostało z myślą o wewnętrznym rynku chińskim, gdzie jego sprzedaż rozpoczęła się tuż po premierze z końcem grudnia 2021. Klientom zaoferowano trzy warianty wyposażenia: podstawowy, tylnonapędowy oraz dwa topowe z napędem AWD. Sprzedaż samochodu odbywa się w wybranych salonach sprzedaży Huawei ze specjalnie wydzieloną, dedykowaną sekcją dla produktów Aito. Hybrydowy SUV wzbudził duże zainteresowanie wśród chińskich klientów - w pierwszy dzień od prezentacji zamówienia złożyło 6 tysięcy osób.

### Dane techniczne
Aito M5 to samochód hybrydowy, gdzie jednak podstawowym źródłem napędu jest silnik elektryczny. Czterocylindrowy silnik spalinowy o pojemności 1,5 litra pełni funkcję tzw. range exntendera, razem z układem elektrycznym rozwijając moc 496 KM i pozwalając na rozpędzenie się do 100 km/h w 4,4 sekundy. Producent deklaruje, że łączny zasięg Aito M5 dzięki obecności jednostki spalinowej wynosi łącznie ok. 1195 kilometrów.